# 崔徳柱
崔 徳柱（チェ・ドッチュ、朝鮮語: 최덕주、1960年1月3日 - ）は、大韓民国出身のサッカー選手、サッカー指導者である。

## 経歴

### 選手として
東莱中学校、東莱高校、中央大学校出身。1984年には韓一銀行で19試合7ゴール1アシスト、1985年には浦項製鉄アトムズで8試合1アシスト。ドイツのフライブルクへの6ヶ月間の留学を経て、1987年から日本の松下電器でプレー。1987-88シーズンのJSL2部で16アシストを記録してアシスト王に輝いた。

### 指導者として
引退後は日本で高校、大学、実業団チームなど複数のカテゴリーで指導にあたった。大阪朝鮮高級学校ではコーチを務めたが、韓国人が朝鮮学校のサッカー部を指導するというのは異例のことだった。同校での教え子に梁勇基がいる。
U-16~U-17韓国女子代表監督として、2009年にAFC U-16女子選手権に優勝、2010年にFIFA U-17女子ワールドカップに優勝。FIFA主催の世界大会で韓国代表が優勝したのはこれが初めてだった。
2012年1月から2013年6月までは崔康熙監督のもとで韓国男子A代表のヘッドコーチを務め、チームは2014 FIFAワールドカップ出場権を獲得した。
2014年、Kリーグチャレンジ・大邱FC監督に就任。11月18日、成績不振により辞任した。辞任時の成績は13勝8分15敗で10クラブ中7位だった。
2015年に母校・中央大の監督に就任した。

## 選手経歴
- 東莱中学校
- 東莱高校
- 中央大学校
- 1984年  韓一銀行（英語版）[1]
- 1985年  浦項製鉄アトムズ
- 1987年-1988年  松下電器

## 指導経歴
- 1990年-1991年  桃山学院大学[1]
- 1992年-1998年  ホーコク工業[1]
- 1998年-2001年  大阪朝鮮高級学校[1]
- 2002年  大阪府成年男子選抜チーム ヘッドコーチ[1]
- 2007年  大韓サッカー協会 幼少年専任指導者[1]
- 2009年-2010年  U-16~U-17韓国女子代表 監督[1]
- 2011年  U-19韓国女子代表監督 監督[1]
- 2012年1月-2013年6月  韓国代表 ヘッドコーチ[1]
- 2014年  大邱FC 監督
- 2015年  中央大学校 監督

## タイトル
松下電器
- JSL2部アシスト王（1987-88＝16アシスト）[3]

U-16/17韓国女子代表
- AFC U-16女子選手権（2009）[1]
- FIFA U-17女子ワールドカップ（2010）[1]

その他
- 2010年 大韓サッカー協会 特別貢献賞[1]
- 2011年 第57回大韓体育会体育賞 指導部門最優秀賞[1]